# サン・フランチェスコ教会 (コッレッジョ)

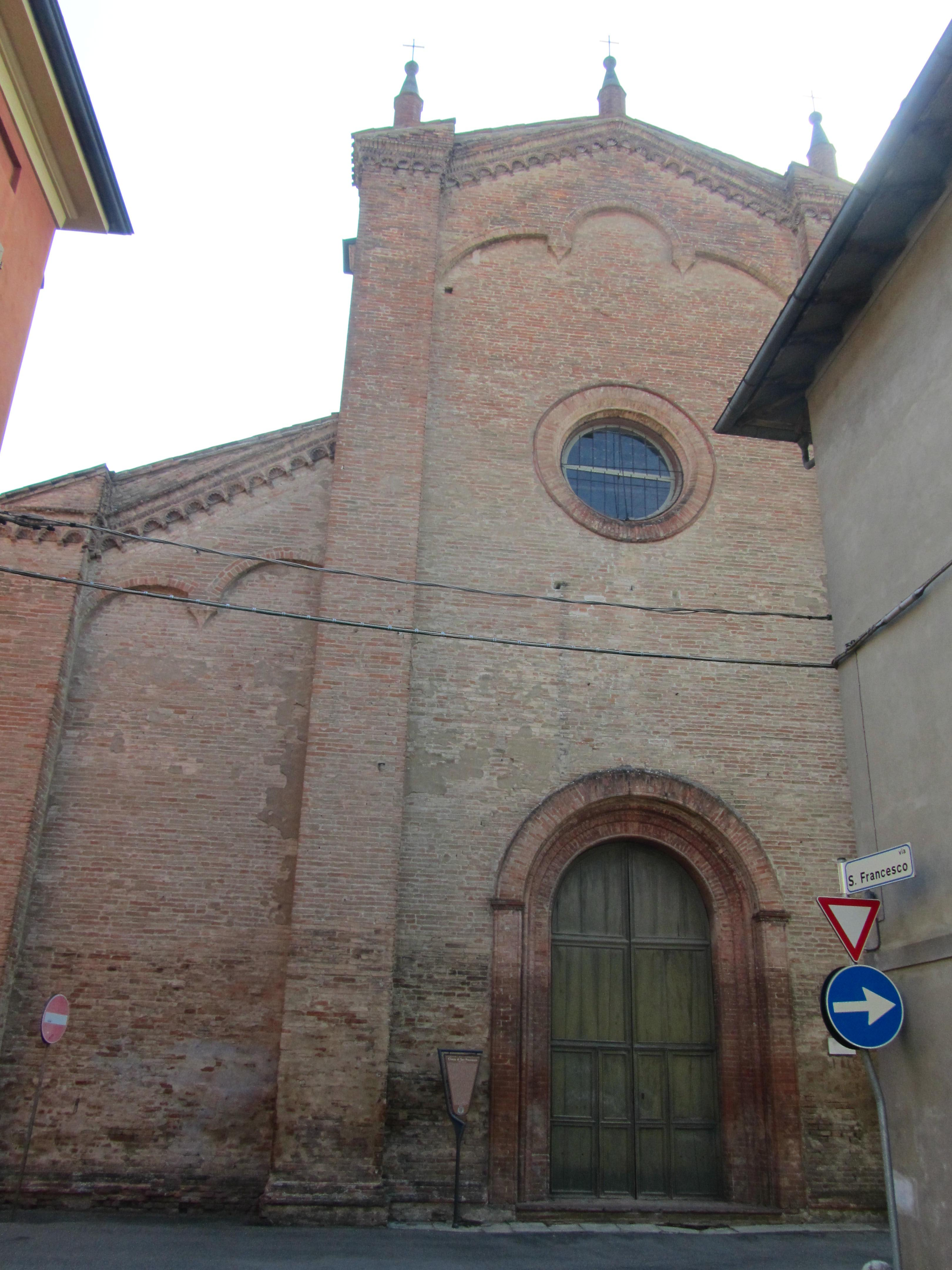
コッレッジョのサン・フランチェスコ教会。

サン・フランチェスコ教会（サン・フランチェスコきょうかい、伊: Chiesa di San Francesco）は、イタリアのエミリア＝ロマーニャ州、レッジョ・エミリア県コッレッジョの町の中心部にあるローマンカトリックの教会である。

## 概要
フランシスコ会の修道院は1322年に町に設立されたと推定されている。考古学的調査はこの修道院には少なくとも14世紀後半にまでさかのぼる建築物があったことを明らかにしている。教会はコッレッジョのマンフレド2世（Manfredo II of Correggio）と彼の妻アグネーゼ・ピオ（Agnese Pio）の援助のもと、1463年から1490年に再建されたらしい。次の16世紀にわたって修道院は第2の回廊とより多くの寮が建設された。建築家フランチェスコ・チプリアーノ・フォルティ（Francesco Cipriano Forti）による1766年の修道院の改修を含め、さらなる建設は続く17世紀にわたって続けられた。1846年、孫のフランチェスコ・フォルティ（Francesco Forti）は修道院での作業を続けた。1926年に教会は修復された。1996年10月15日の地震により教会と鐘楼が損傷し、それ以来大規模な修復が行われた。動かせる芸術作品はほとんど残っていない。
内部構造はレンガの柱と付柱によって側面の通路から分離された中央の身廊がある。ヴォールトはゴシック建築の様式でリブが付けられている。
この教会はかつてコッレッジョの出身でルネサンス期のパルマ派の画家であるコレッジョの2つの重要作品を所蔵していた。現在ドレスデンのアルテ・マイスター絵画館に所蔵されている『聖フランチェスコの聖母』（1514年-1515年）は主祭壇画であり、『聖フランチェスコのいるエジプトへの逃避途上の休息』（1520年）は現在フィレンツェのウフィツィ美術館に所蔵されている。コレッジョは1534年にこの教会に埋葬された。コレッジョの2作品は1636年にモデナおよびレッジョ公のフランチェスコ1世・デステが自身のコレクションとするために教会から削除した。

## ギャラリー
かつてサン・フランチェスコ教会には以下のコレッジョ作品があった。

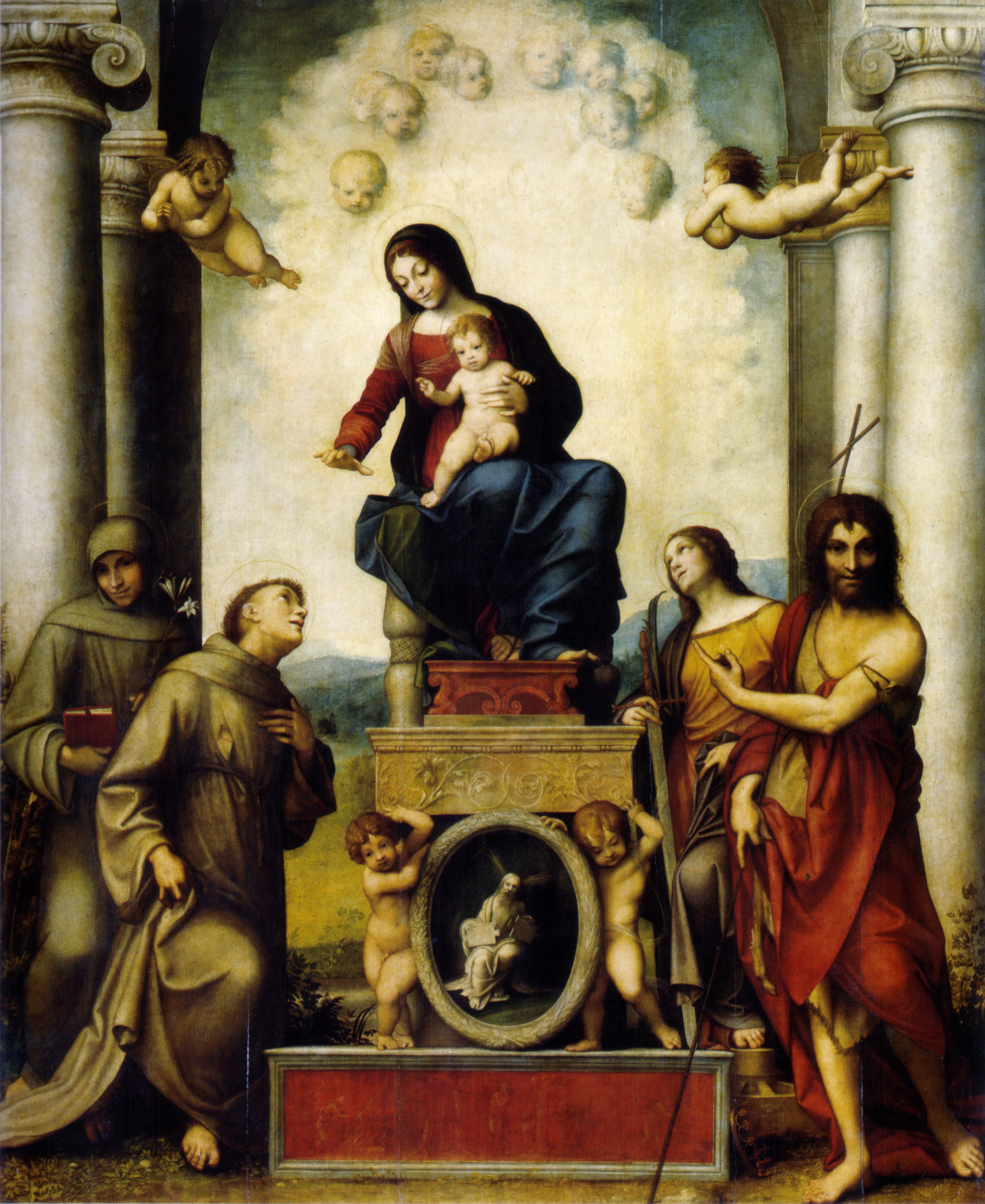
コレッジョ『聖フランチェスコの聖母』1514年-1515年 アルテ・マイスター絵画館所蔵
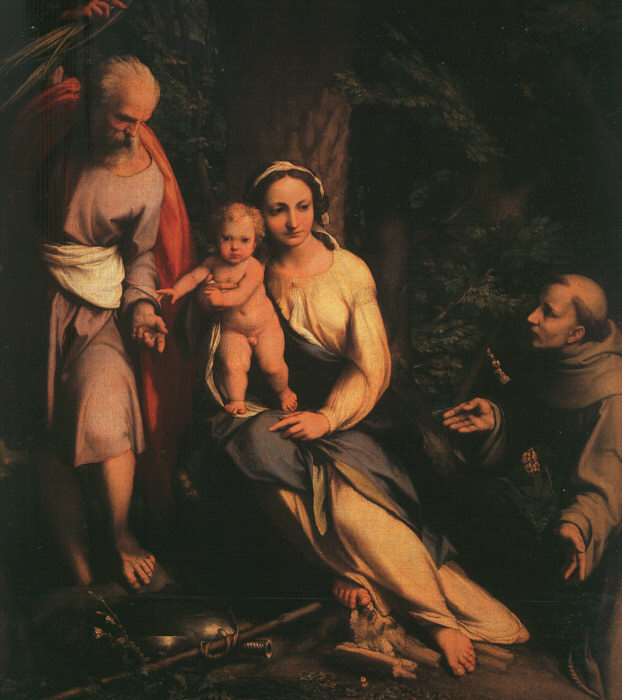
コレッジョ『聖フランチェスコのいるエジプトへの逃避途上の休息』1520年頃 ウフィツィ美術館所蔵